# Bertrand Narvesen

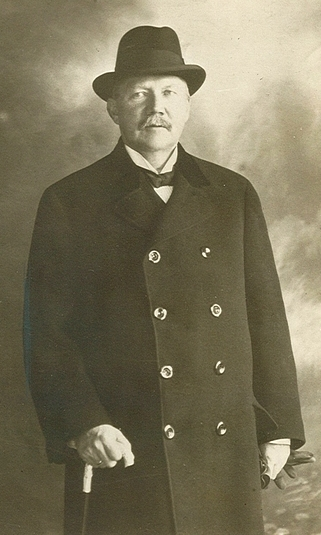
Bertrand Narvesen.

Bertrand Narve Louis Narvesen, född 1860 i Brunlanes (nuvarande Larvik kommun), död 1939, var en norsk affärsman, bokhandlare och förläggare.
Han arbetade mellan 1884 och 1894 på postverket, innan han 1894 grundade sin egen firma, Narvesens Kioskkompa(g)ni, som sålde tidningar och böcker på allt fler nya försäljningsplatser och blev ett landsomfattande företag; firman blev aktiebolag 1928. Genom Norsk Jernbaneboghandels Forlag (senare Kioskkompagniet) 1898–1917 var Narvesen en av de första betydande utgivarna av så kallade billigböcker i Norge. Han drev åren 1902–1935 Gudbrandsdalens bokhandel i Ringebu.